# Verla
Verla es una antigua fábrica de tratamiento de madera y cartón cerca de Jaala, al sureste de Finlandia.
Está inscrita desde 1996 en la Lista del Patrimonio Mundial.
Este es un ejemplo de las instalaciones industriales en las zonas rurales que fueron muy comunes en Europa del Norte y América del Norte durante el siglo XIX, antes de desaparecer casi por completo.

## Galería

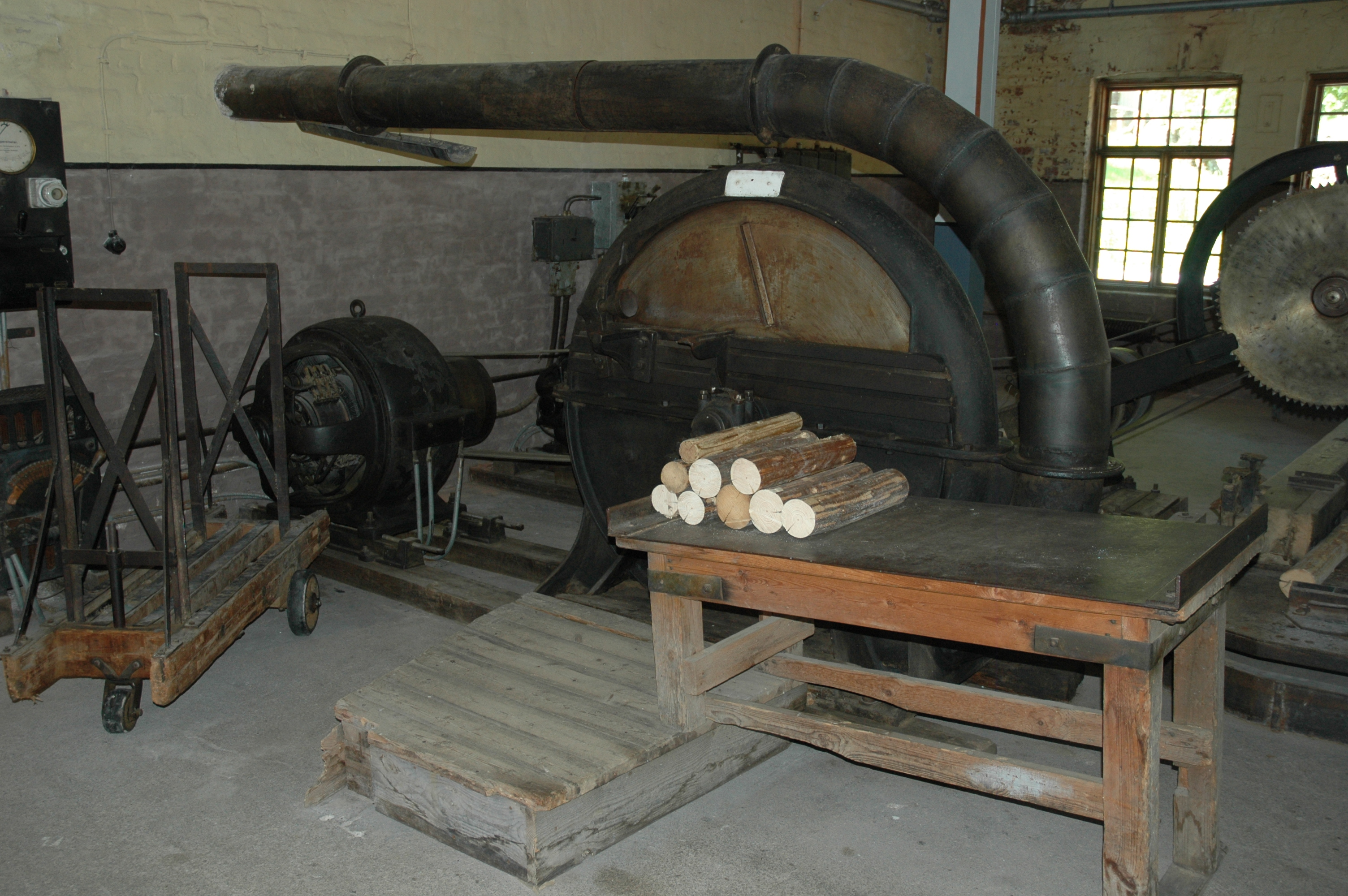
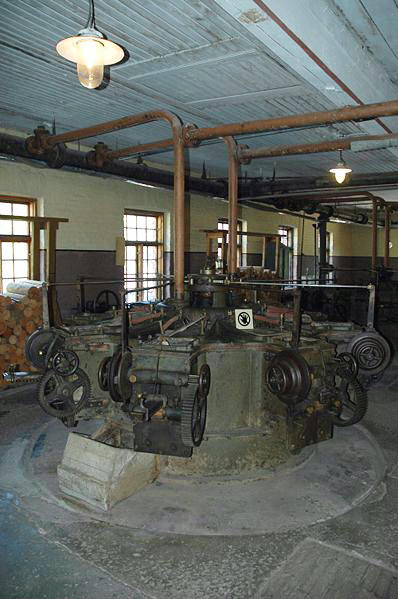
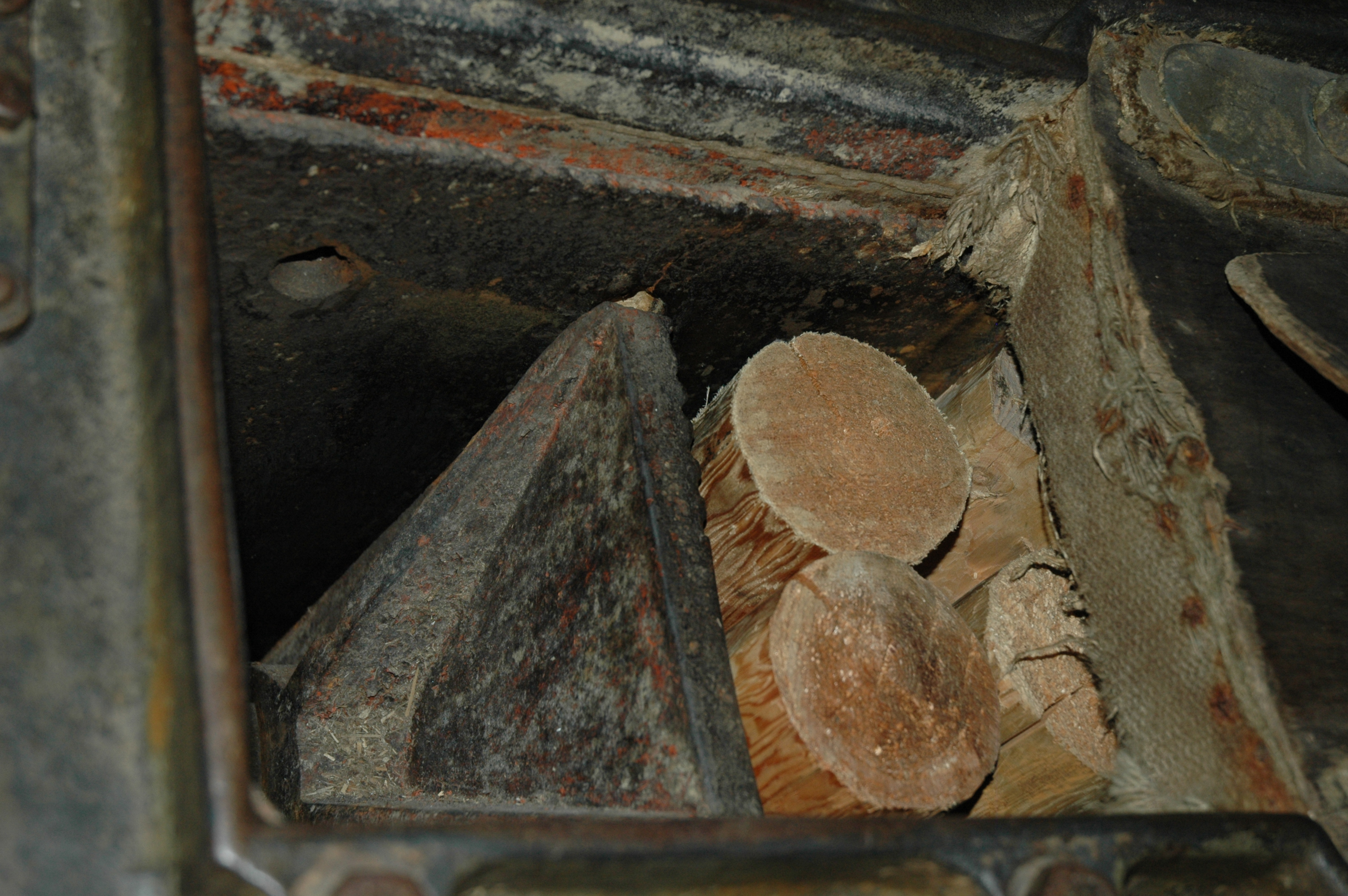
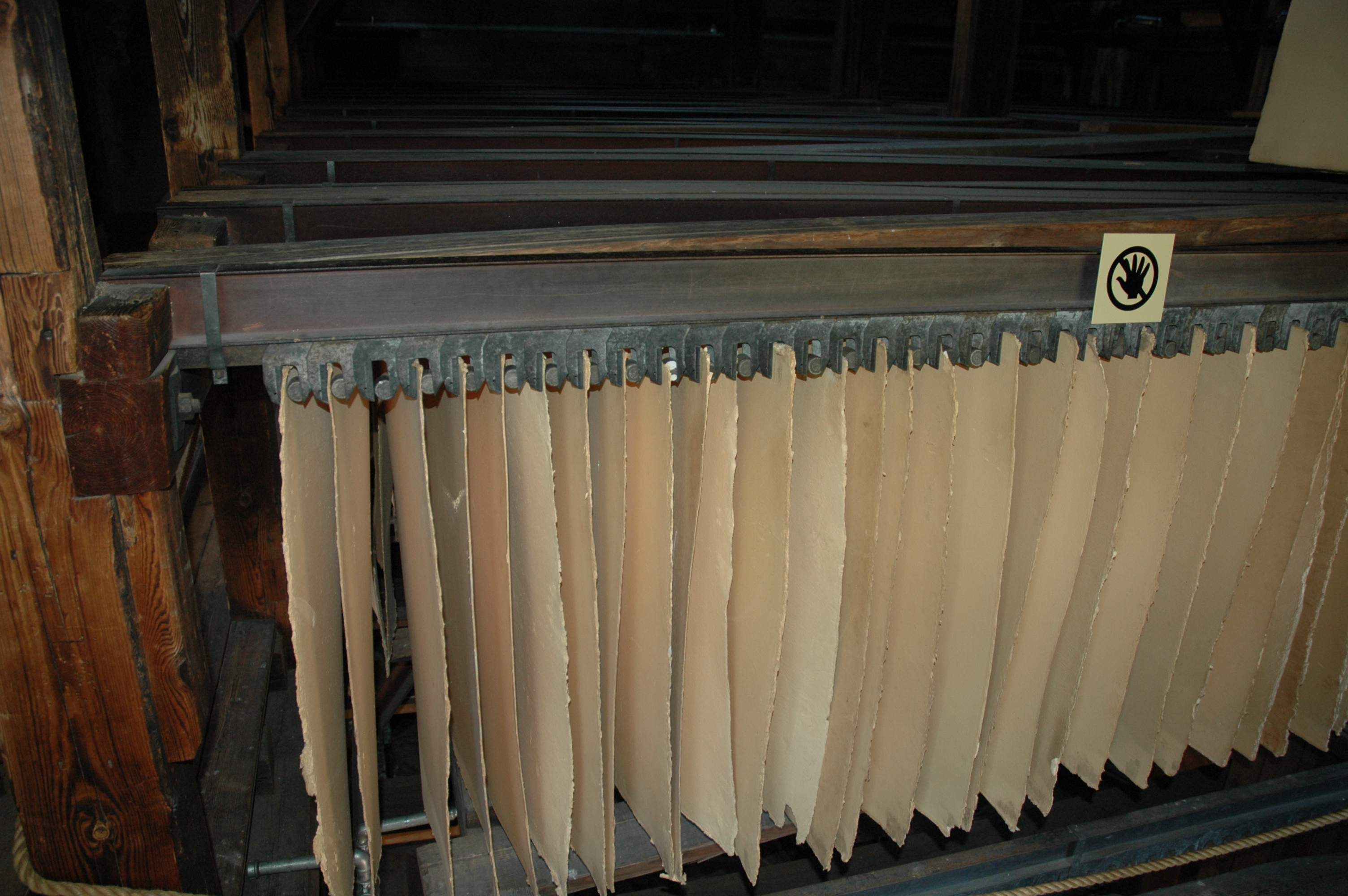
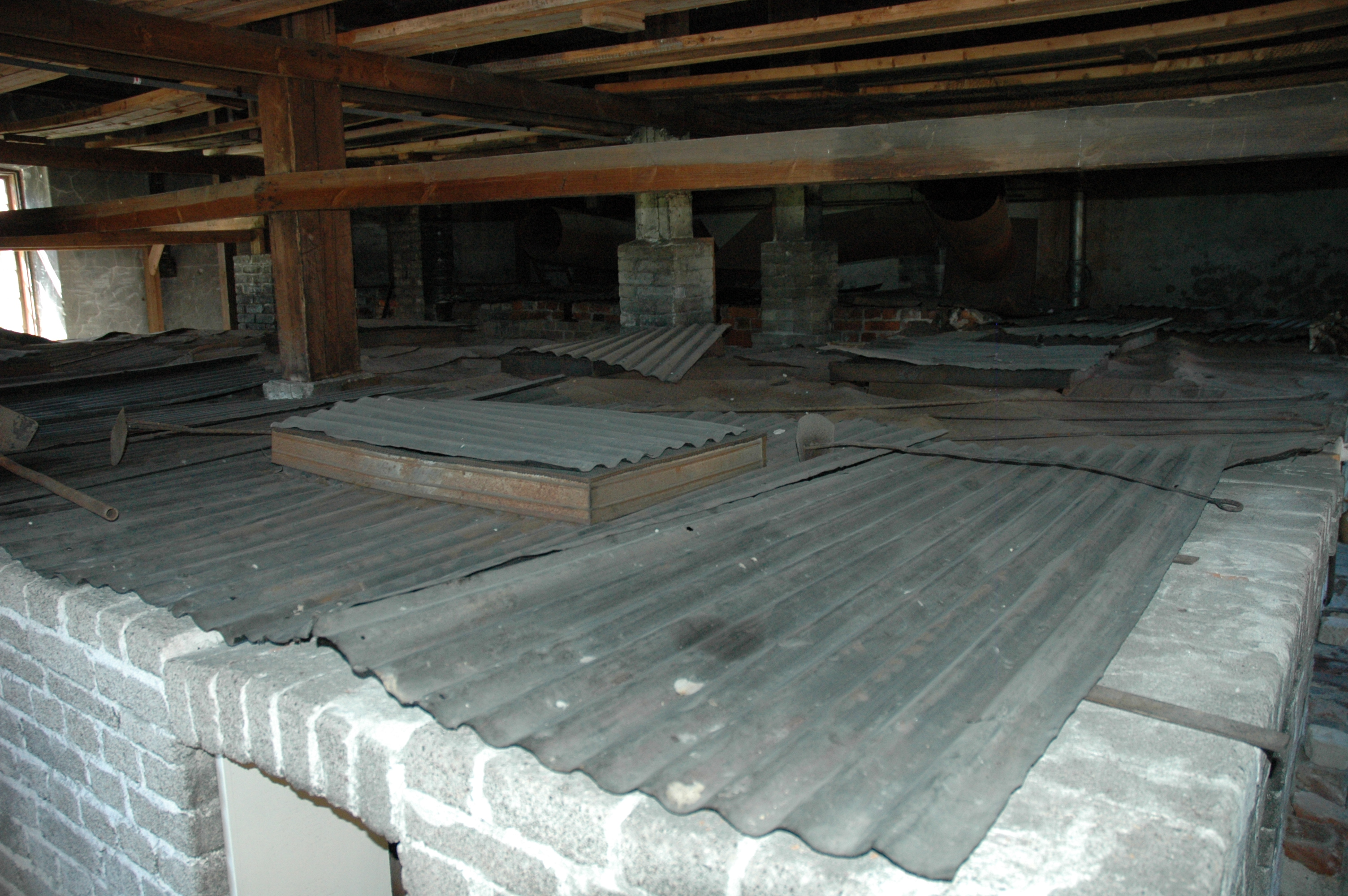
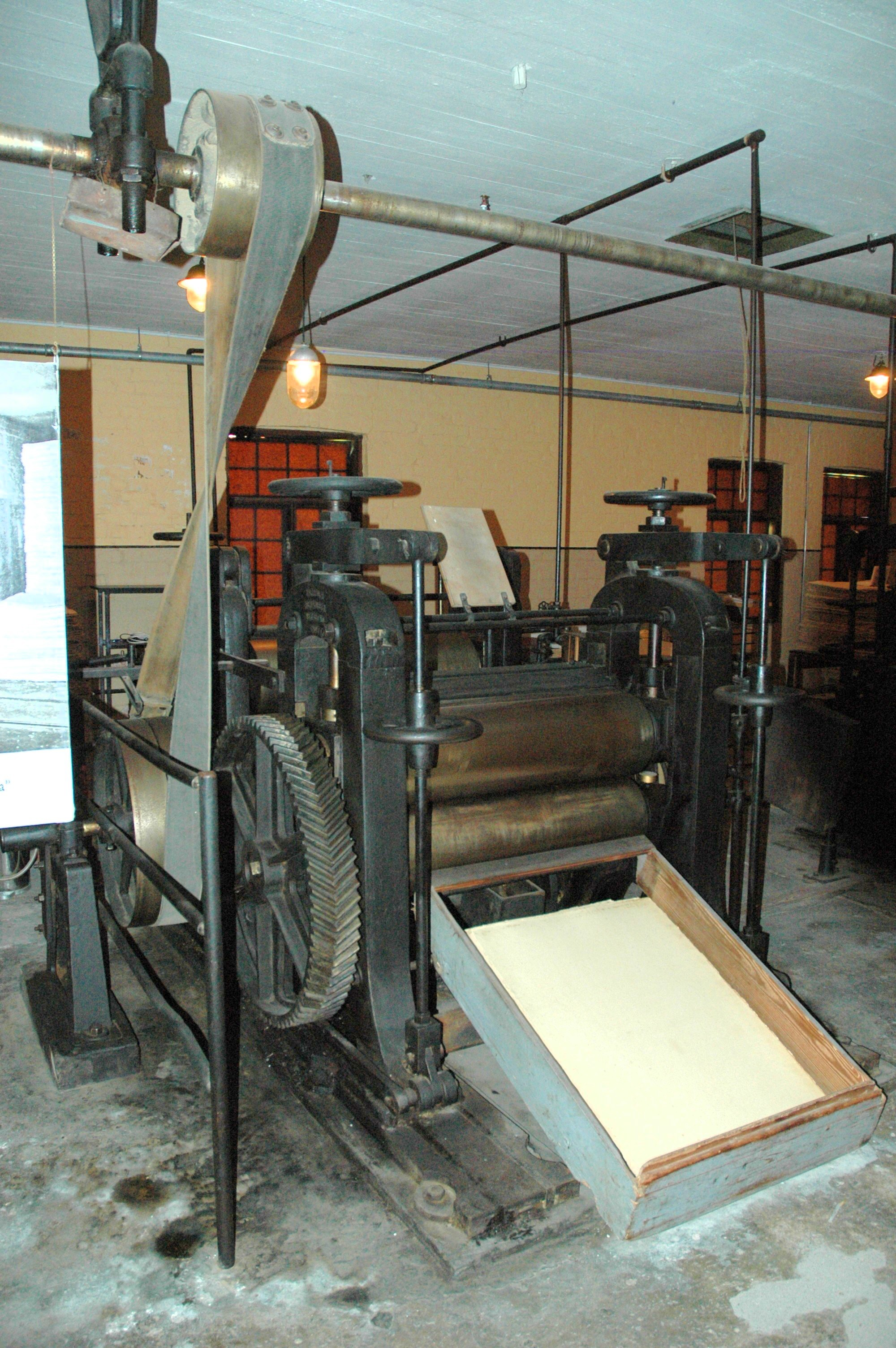
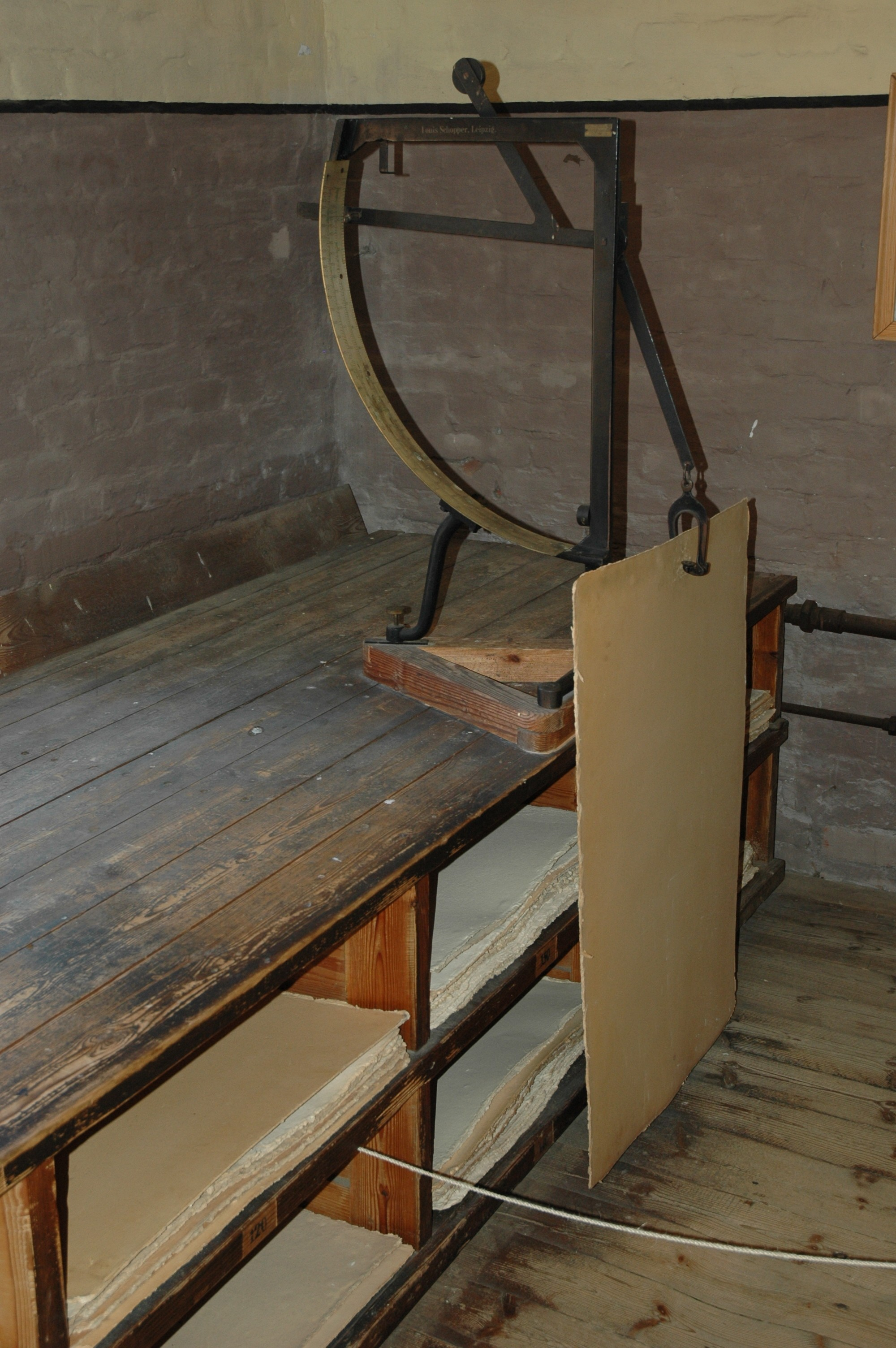